# Coeliodes ruber
Coeliodes ruber is een keversoort uit de familie snuitkevers (Curculionidae). Hij komt voor op eiken en hazelaars. Het is niet duidelijk welke van deze twee soorten zijn waardplant is. 